# Zbigniew Warpechowski
Zbigniew Warpechowski (ur. 10 października 1938 w Płoskach na Wołyniu) – polski malarz, poeta, teoretyk sztuki, performer. Wykonał około 315 performance'ów, które prezentował w wielu krajach świat m.in. Japonii, Stanach Zjednoczonych, Niemczech, Wielkiej Brytanii czy Kanadzie. Uznawany jest za prekursora performance w Polsce i na świecie. Członek założyciel Black Market International, organizacji zrzeszającej pionierów sztuki performance oraz członek Grupy Krakowskiej II.

## Życiorys
Urodził się w 1938 roku w Płoskach na Wołyniu. W latach 1956–1963 studiował na Wydziale Architektury Politechniki Krakowskiej, a w latach 1964-1965 podejmował naukę na Wydziale Form Przemysłowych Akademii Sztuk Pięknych w Krakowie. W latach tych zajmował się głównie malarstwem figuratywnym, natomiast po ukończeniu studiów na Akademii Sztuk Pięknych zajął się pisaniem do czasopism oraz poezją. W 1967 roku wykonał performance'y „Kwadrans poetycki” oraz „Kwadrans poetycki z towarzyszeniem fortepianu”, z udziałem Tomasza Stańki. Obie „akcje” jak nazywał je sam autor były pionierskim pokazem performance'u w Polsce. Oba performance'y składały się z elementów poezji, muzyki oraz gestykulacji. W następnych latach Warpechowski tworzył kolejne performance'y o różnorodnej tematyce np. zwierząt w sztuce czy pojęcia artysty. W 1971 roku na Zjeździe Marzycieli w Elblągu Warpechowski przedstawił swój manifest „Artysta jest” na temat sztuki, który był zaczątkiem kolejnych prac teoretycznych. W tekście za bardzo istotne uznał „znaczenie działania indywidualnego artysty i na własną odpowiedzialność” w procesie tworzenia dzieła sztuki.
W tym samym roku artysta przedstawił performance „Talerzowanie”, w którym istotne role miało pojęcie „nic”. Performance miał miejsce w krakowskiej Galerii Krzysztofory, rok później odbył się również pokaz w Atelier 72 Richarda Demarco w Edynburgu, który dzienniki „Guardian” oraz „Financial Times” uznały za wybitne dzieło nurtu konceptualnego. W następnych latach artysta poruszał w swoich performance'ach kwestie religijne („Champion of Golgotha” z 1978 roku), polityczne („Porozumienie” z 1981 roku) oraz sporego znaczenia nabrały motywy samookaleczania np. w 1984 podczas performance'u „Marsz” w Stuttgarcie Warpechowski zapalił własne włosy w obecności widowni.
Szczególnie od lat 90. artysta podejmuje częściej tematykę zepsucia współczesnej kultury, konsumpcjonizmu, swobody obyczajów w społeczeństwie czy krytyki postmodernizmu, a on sam oraz krytycy określają go mianem „awangardowego konserwatysty”. Przykłady performance'ów z tego okresu to np. „Róg pamięci” z 1997 roku czy „Wariant nadrzędny” z 2004 roku, oba o tematyce religijnej. 
W 1997 roku Warpechowski otrzymał Nagrodę Ministra Kultury i Sztuki za 30-letnią działalność w dziedzinie performance, w latach późniejszych odbywało się kilka wystaw podsumowujących wieloletnią twórczość artysty, w tym wystawa „Zbigniew Warpechowski. To” w warszawskiej Galerii Zachęta w 2014 roku oraz „Uroczysty performance” z okazji pięćdziesięciolecia działalności w dziedzinie performance. 26 maja 2009 z rąk sekretarza stanu w MKiDN Piotra Żuchowskiego odebrał Złoty Medal „Zasłużony Kulturze Gloria Artis”.
Oprócz performance'u Warpechowski tworzy w innych dziedzinach sztuki. Wykonał scenografię do ośmiu filmów, w tym czterech Grzegorza Królikiewicza, w młodości wydano jego tomik poezji pt. „Papier”, tworzy również obrazy, rzeźby oraz rysunki. Zbigniew Warpechowski ma również duży wkład w rozwój teorii sztuki oraz filozofii sztuki, jest autorem wielu książek w tych dziedzinach m.in. „Podręcznik” (1990 r.), „Zasobnik” (1998 r.), „Podnośnik” (2001 r.), „Statecznik” (2004 r.).

## Wybrane publiczne wykonania performensów
- 1967 – „Kwadrans poetycki”, „Kwadrans poetycki z towarzyszeniem fortepianu (z Tomaszem Stańką)”, Klub SAiW, Kraków, Polska
- 1971 – „Talerzowanie”, Galeria Krzysztofory, Kraków, Polska
- 1974 – „Piłka nożna”, Galeria BWA, Wrocław, Polska
- 1975 – „Dialog z rybą”, Marsylia, Kazimierz nad Wisłą, Sopot, Lublin, Polska
- 1976 – „Dialog z rybą”, Amsterdam, Holandia
- 1978 – „Champion of Golgotha”, Sympozjum w Jankowicach k. Poznania, Polska
- 1979 – „Men’s Only Champion”, Glasgow, Agreement, Leeds, Liverpool, Wielka Brytania
- 1981 – „Porozumienie”, Galeria Mała, Warszawa, Polska[5]
- 1987 – Documenta 8, Kassel, Niemcy
- 1988 – Biennale Sztuki Eksperymentalnej EDE, Londyn, Wielka Brytania.
- 1988 – „Artystę, który się starzeje, należy dobić”, CSW, Zamek Ujazdowski, Warszawa, Polska
- 1990 – Festiwal Sztuki Performance, Chicago, Stany Zjednoczone
- 1990 – Studio of Performance Art, CSW Zamek Ujazdowski, Warszawa. Polska
- 1991 – Festiwal Sztuki Performance, Nowy Jork, Stany Zjednoczone
- 1994 – Festiwal Sztuki Performance, Quebec, Kanada
- 1995 – Festiwal Sztuki Performace, Cleveland, Stany Zjednoczone
- 1997 – „Róg Pamięci”, Centrum Sztuki Współczesnej „Zamek Ujazdowski”, Warszawa, Polska[5]
- 1999 – „Wobec Apokalipsy”, Galeria Bielska BWA, Bielsko-Biała, Polska
- 2000 – „ARTKONTAKT”, Europejski Festiwal Performance i Nowych Mediów, Lublin, Polska
- 2003 – „BROŃORBlin, czyli od WARhola do WARpechowskiego”, dawna Fabryka Norblina, Warszawa, Polska
- 2004 – „Towards the Present, Towards the Future”, EPAF, Centrum Kultury, Lublin, Polska
- 2006 – Europejski Festiwal Sztuki Performance EPAF, CSW Zamek Ujazdowski, Warszawa, Polska
- 2007 – „Dobrzy i źli”, M. 23, Kraków, Polska
- 2008 – „Kobieta wiersz”, Kawaguchi, Japonia
- 2010 – „Malwa”, BWA Awangarda, Wrocław, Polska
- 2011 – „Sunflower”, Glasgow, Wielka Brytania
- 2013 – „Poematki 6 - Ściania”, Galeria BAAD, Tel Aviv, Izrael
- 2014 – „Mandala II”, Narodowa Galeria Sztuki „Zachęta”, Warszawa, Polska
- 2017 – „Performance uroczyste”,Narodowa Galeria Sztuki „Zachęta”, Warszawa, Polska[5]

## Publikacje autorskie artysty
- Zbigniew Warpechowski, „Podręcznik” wyd. Centrum Sztuki w Warszawie, 1990.
- Zbigniew Warpechowski, „Zasobnik. Autorski opis trzydziestu lat drogi życia poprzez sztukę performance”, Gdańsk 1998.
- Zbigniew Warpechowski, „Podnośnik” wyd. własne, Sandomierz 2001.
- Zbigniew Warpechowski, „Statecznik” Labirynt 2, Lublin 2004.
- Zbigniew Warpechowski, „Podręcznik bis”, 2006.
- Zbigniew Warpechowski, „Wolność”, Radom 2009
- Zbigniew Warpechowski, „Performare”, w: „Performance – wybór tekstów”, red. Grzegorz Dziamski, Henryk Gajewski, Jan St. Wojciechowski, Warszawa 1984, s. 54.
- Zbigniew Warpechowski, „Konserwatyzm awangardowy”, Otwarta Pracownia, Kraków 2014